# Bristol 188
Bristol 188 je bilo dvomotorno nadzvočno eksperimentalno letalo, ki ga je zgradil britanski Bristol Aeroplane Company v 1950ih. Zaradi izgleda je dobil vzdevek "Flaming Pencil" ("plamenasti svinčnik"). Po konfiguraciji je podoben ameriškemu Lockheed SR-71, je pa Bristol 188 manjših gabaritov (dimenzij) in je manj sposoben. 
Bristol 188 naj bi letel dlje časa pri hitrosti večji od Mach 2. Pri tej hitrosti bi se trup letala zaradi aerodinamičnega trenja segrel na okrog 300 stopinj Celzija.
Za pogon je uporabljal dva turboreaktivna motorja z dodatnim zgorevanjem de Havilland Gyron Junior PS.50. Ta motor je vplival na razvoj Rolls-Royce/Snecma Olympus 593, ki se je pozneje uporabil na Concordu.

## Specifikacije (Bristol 188)
Podatki iz The World's Worst Aircraft: From Pioneering Failures to Multimillion Dollar Disasters
Splošne karakteristike
- Posadka: 1
- Dolžina: 77 ft 8 in (23,67 m)
- Razpon kril: 35 ft 1 in (10,69 m)
- Višina: 12 ft (3,65 m)
- Pogon letala: 2 × de Havilland Gyron Junior PS.50 turboreaktivna motorja z dodatnim zgorevanjem

 Zmogljivost